# Hyperrymd
Begreppet hyperrymd (engelska: hyperspace) är ett fysikaliskt rum med fler än fyra dimensioner.
Inom science fiction, där begreppet funnits länge och förekommit i kiosklitteratur åtminstone sedan 1930-talet, gör hyperrymden det möjligt att resa snabbare än ljuset.
Dess egenskaper varierar mellan olika författare och olika filmer, men ofta utgörs den av en extra dimension. Detta gör att den kortaste vägen inte längre är en rak linje i tre dimensioner; jämför med jordklotet där den kortaste tredimensionella vägen mellan två antipod går genom jordens inre och inte längsmed jordytan (även om människan i dagsläget saknar teknik för att bygga farkoster som kan borra sig och färdas genom Jordens innandöme).
I många berättelser måste den som reser genom hyperrymden vara långt ifrån ett masscentrum, som en planet eller stjärna vid såväl inträdet som utträdet. I många berättelser finns även risker med resa genom hyperrymden, exempelvis i Star Wars finns risken, om inte navigationsdatorn lyckats räkna ut de rätta koordinaterna, att farkosten vid utträdet färdas rakt genom en stjärna eller kommer för nära en explorerande supernova.
I Star Trek talar man i stället om begreppet subspace. Hyperrymden förekommer även i Babylon 5, men med andra förutsättningar. Ett hyperrymdsystem (Immaterium) förekommer även i Warhammer 40,000, där förutom att det där finns diverse monster, även rumtiden förvrängs och när man genomför en sådan färd under några månaders lopp kan flera årtusenden passera i den vanliga rymden.
Riktningarna i en hyperrymd kallas ana-kata från ana grekiska för "upp" och kata grekiska för "ned"

### Fotnoter
1. 1 2  ”Subspace or Hyperspace” (på engelska). TV Tropes. http://tvtropes.org/pmwiki/pmwiki.php/Main/SubspaceOrHyperspace. Läst 7 oktober 2016.
2. ↑  Anders Engström (22 december 2002). ”Snabbare än ljuset”. I dag. Arkiverad från originalet den 9 oktober 2016. https://web.archive.org/web/20161009234214/http://www.idg.se/2.1085/1.71582/snabbare-an-ljuset. Läst 7 oktober 2016.
3. ↑  Maria Gunther (19 december 2015). ”Kraften vaknar men gåtorna består”. Dagens nyheter. http://www.dn.se/nyheter/vetenskap/kraften-vaknar-men-gatorna-bestar/. Läst 2 april 2016.
4. ↑  ”Hyperspace Is a Scary Place” (på engelska). TV Tropes. http://tvtropes.org/pmwiki/pmwiki.php/Main/HyperspaceIsAScaryPlace. Läst 7 oktober 2016.
5. ↑  Hinton, Charles Howard (1912-01-01). The fourth dimension. London : G. Allen & Unwin Ltd. http://archive.org/details/fourthdimension00hintarch. Läst 6 juli 2016